# Nyertes Zsuzsa
Nyertes Zsuzsa (Budapest, 1958. december 14. –) magyar színésznő.

## Élete
1983-ban végzett a Színház- és Filmművészeti Főiskolán, majd rögtön a Vidám Színpadhoz szerződött. Ezt követően 2010-ig a 2008-ig Vidám Színpadként működő Centrál Színház tagja volt. 2013 óta pedig a megújult Vidám Színpadon is játszik.
Színésznőként más társulatokban is szerepelt, így többek között játszott az Éless Béla vezette Éless-Szín előadásaiban, a Gózon Gyula Kamaraszínházban, a Budaörsi Latinovits Színházban, a Budapesti Kamaraszínházban, a Ruttkai Éva Színházban, az Újpest Színházban, a Pesti Művész Színházban, a Spinoza Színházban. Kabarétól a vígjátékon át a musicalig mindenben színvonalas alakításokat nyújt. Sokat szerepel a televízió műsoraiban is.
Élettársa Gulyás Attila, akitől lánya, Zsuzsa 1993-ban született.
2022-ben szerepelt a Farm VIP című műsorban.

## Díjai, elismerései
- A Magyar Köztársasági Érdemrend lovagkeresztje (2009)
- Pepita Különdíj (2014)[7]
- Nagy Miklós Vándor-díj (2015)

## Cd-k, hangoskönyvek
- Piroska és a farkas és más Grimm-mesék

## Érdekesség
Van egy szépségszalonja, rendszeresen ír verseket, egyszer verseskötete is megjelent. 42 évesen levetkőzött a Playboynak. Marilyn Monroe hasonmás. Olyan műsorokban szerepelt, mint a Frizbi, a Legyen ön is milliomos, és Leggyengébb láncszem. Rendszeresen vesz részt divatbemutatókon (Színésznők a kifutón).

## Színpadi szerepeiből

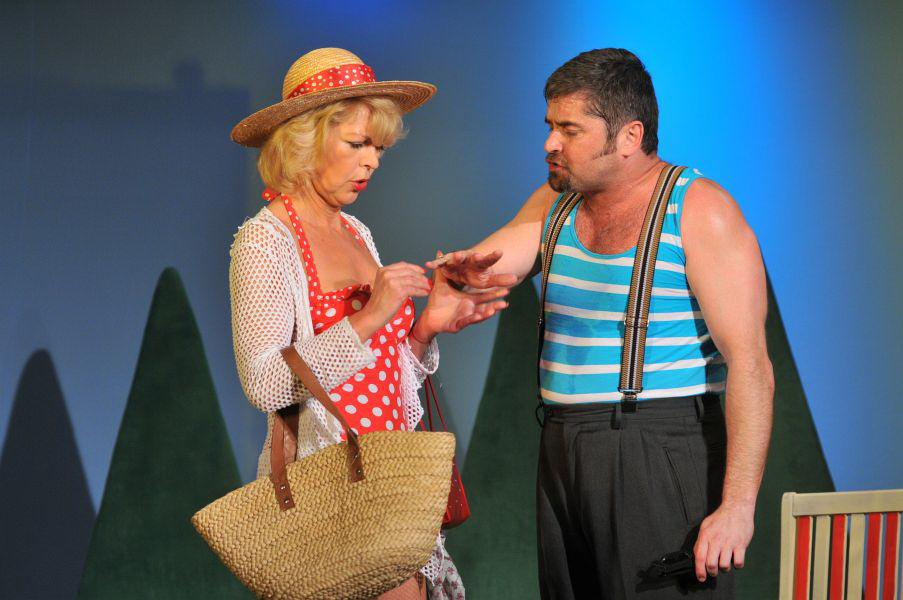
Tóth Rolanddal Vaszary János: Ma éjjel szabad vagyok című komédiájában

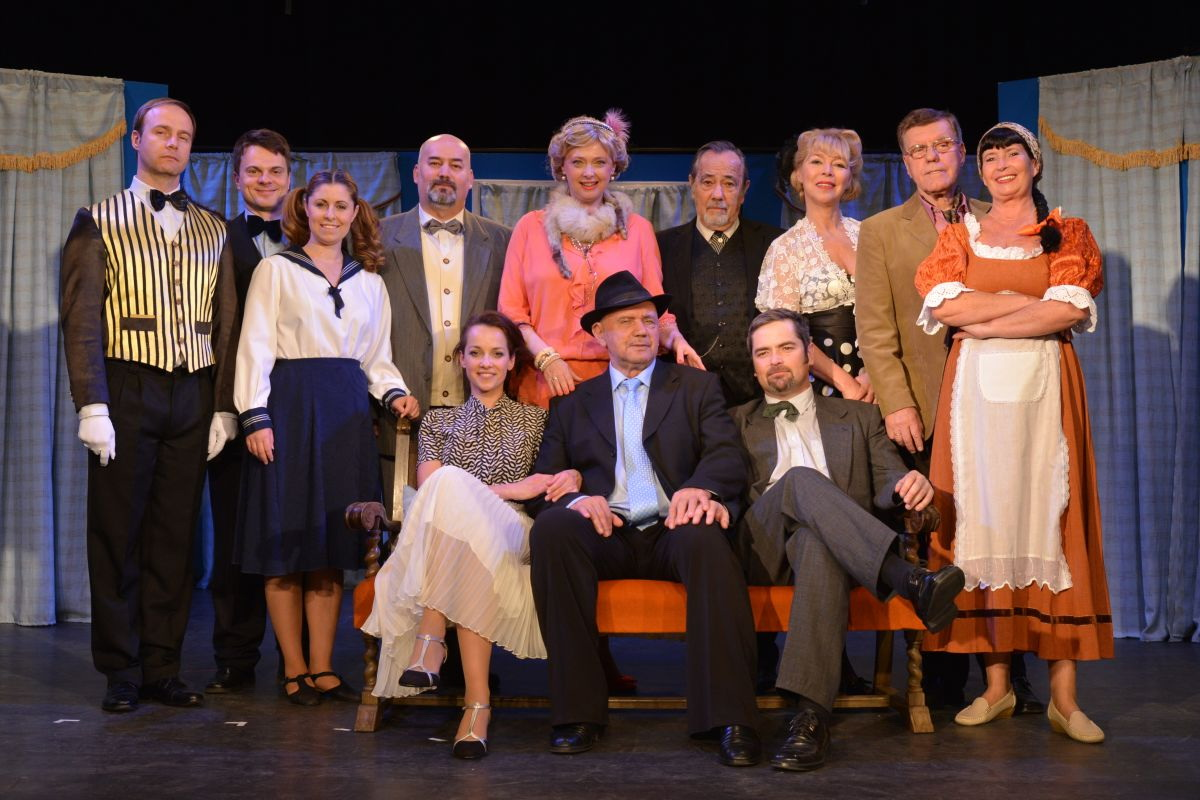
Orbók Attila: Nem válok el című bohózatának standfotóján, álló sor jobbról a harmadik

- Noël Coward: Akt hegedűvel....Cherry-May Waterton
- Heltai Jenő: Bernát (...aki szalma)....Elvira
- Zerkovitz Béla – Szilágyi László: Csókos asszony....Pünkösdi Kató
- Heltai Jenő: Az édes teher....Lenke
- Egy fekete és egy szőke (kabaré)
- Ezt is túléltük!
- Georges Feydeau: Fel is út, le is út!....Lucette Gautier, énekesnő
- Francia négyes, avagy négyen a kanapén (bohózat)
- Neil Simon: Furcsa pár (női változat)....Florance Unger
- Christopher Hampton: Hollywoodi mesék....Nelly Mann

- Görgey Gábor: Huzatos ház....Lola, bártáncosnő

- August Strindberg: Julie kisasszony....Kristin, szakácsnő
- Kabarémúzeum (kabaré)
- Nino Manfredi – Nino Marino: Könnyű erkölcsök....Hercegnő
- Giulio Scarnacci – Renzo Tarabusi: Kaviár és lencse....Valeria
- Neil Simon – Burt Bacharach: Legénylakás....Margie
- Marc Camoletti: Leszállás Párizsban....Judith
- Arisztophanész: Lüszisztraté....Mürrhiné
- Mindenki mondjon le?!
- Bob Grant – Anthony Marriott: Nász-frász....Michele
- Straub Dezső: Nejcserés támadás
- Heltai Jenő: A néma levente....Zilia Duca, nemes olasz hölgy
- Bajomi Lázár Endre: Öbölből vödörbe....Nő
- Alfonso Pasolo: Ön is lehet gyilkos....Margarita, Simon Aldebert felesége
- Szántó Armand – Szécsén Mihály – Fényes Szabolcs: Paprikás csirke....Mari, szobalány
- Pénz áll a házhoz....Betty
- Adolf Schütz – Günther Lesage: Sajnálom, Mr. Tegnap!
- Baráthy György: Szemfényvesztés....Pajkos Lola
- M. Parker – Szeredás András: A szerelmes nagykövet....Faye, a nagykövet titkárnője
- Nóti Károly: Szeressük egymást....Zsuzsi, dr. Bíró unokahúga
- Victorien Sardou: A szókimondó asszonyság....Karolina
- Shakespeare: Tévedések vígjátéka....Kurtizán
- Udvari páholy
- Eve Ensler: A vagina monológok
- Valami Magyarország
- Valentyin Zorin: Varsói melódiák
- Amálka
- Folytassa Kibédi!
- Az óvszer
- Közértben
- Van, aki forrón szereti
- Szeretem a feleségem
- Miss Blandish nem kap orchideát
- Kóser kabaré
- Kriminális kabaré
- Nászinduló
- Tiszta Amerika
- Gyertyafénykeringő
- Négy meztelen férfi
- Weekend
- A torockói menyasszony
- Hölgyeim, elég volt
- Őrült nők ketrece
- Nyolc nő
- A kaktusz virága
- Ön is lehet gyilkos
- Dallos Szilvia: Utószinkron

## Filmjei

### Játékfilmek
- Szegény Dzsoni és Árnika (1983)
- István, a király (1984)
- Nyitott ablak (1988)
- Hamis a baba (1991)
- A három testőr Afrikában (1996)
- Érzékek iskolája (1996)
- Egy hét Pesten és Budán (2003)

### Tévéfilmek
- Tizenhat város tizenhat leánya (1983)
- Reggelire legjobb a puliszka (1983)
- Mint oldott kéve 1-7. (1983)
- Csodatopán (1984)
- A téli csillag meséje (1984)
- Linda (1984–1989)
- Kaviár és lencse (1985)
- A kaméliás hölgy (1986)
- Az angol királynő (1988)
- Amerikából jöttem… (1989)
- Napóleon (1989)
- A rendőrség száma 110 sorozat A Pelikán halála című rész (1989) [8]
- Família Kft. (1991)
- Frici, a vállalkozó szellem (1993)
- Űrgammák (1995)
- Barátok közt (2001), (2002)
- Jóban Rosszban (2017)

Szórakoztató műsorok
- Új Gálvölgyi Show (1991–1992)
- Gálvölgyi szubjektív (1994)
- Kern András-bohózatok
- Színésznők a kifutón
- Gálvölgyi-show (2005–2007)
- Best of 50 Gálvölgyi
- Kabarémúzeum (2006)

### Szinkron
- Flug des Falken (1985)
- A kisasszony (1986)
- Spinédzserek (1996–1999)
- Titkolt titkos ügynök (1991)